# Белаш, Виктор Фёдорович
Виктор Фёдорович Белаш (1893, Новоспасовка — 24 января 1938, Харьков) — украинский революционер, военный и политический деятель повстанческого движения, принимал участие в Гражданской войне в составе Повстанческой армии Украины под командованием Махно, начальник штаба, анархист.

## Биография
Происходил из крестьян. Получил начальное образование, работал машинистом паровоза. С 1908 — участник Новоспасовской группы анархистов-коммунистов, вёл пропаганду в родном селе, осуществлял связь с анархическими группами в Бердянске и Мариуполе.

### 1917-1918 до встречи с Махно
В 1917—1918 — секретарь Новоспасовской группы анархистов. В октябре 1917 находился в Туапсе, был одним из руководителей восстания большевиков, левых социалистов-революционеров и анархистов, командиром красногвардейского отряда, входил в Военно-революционный комитет. Вернувшись в Новоспасовку, продолжал руководить анархической группой.
В апреле 1918 года после оккупации Украины германо-австрийскими войсками ушёл в подполье, объехал Екатеринослав, Александровск, Бердянский и Мариупольский уезды с целью установления связей между отдельными анархическими группами. В мае 1918 неудачно пытался организовать восстание крестьян в районе Бердянска, после подавления которого совещание Новоспасовской группы решило готовиться к новому вооружённому выступлению и командировало В. Белаша на Кубань для поиска оружия и добровольцев.
23-25 июля 1918 во главе отряда анархистов (150 чел.) высадился в районе Мариуполя, но был разбит германскими частями, после чего скрывался на Кубани и Северном Кавказе. Летом-осенью 1918 командовал полком Красной Армии. В середине ноября 1918 нелегально прибыл в Северную Таврию, пытался объединить повстанческие отряды в Мариупольском, Бердянском, Мелитопольском и Юзовском уездах, стремясь заменить отрядно-партизанскую систему дисциплинированными и организованными революционными частями с единой системой снабжения и управления.

### В армии Махно
Вступил в контакт с Военно-революционным советом (ВРС) махновцев, по поручению которого организовал и 3-4 января 1919 года провёл в Пологах съезд повстанческих отрядов. По докладу Белаша съезд принял решение о замене отрядов полками, упорядочил снабжение, врачебное и обозное дело, выбрал Оперативный штаб во главе с Белашом. С этого времени Белаш — один из ведущих руководителей махновского движения, лидер той его части, которая была настроена наиболее терпимо в отношении советской власти и выступала за тесный союз с ней для борьбы с белой контрреволюцией. По характеристике П. А. Аршинова, Белаш — «великолепный военный стратег, разрабатывавший все планы движения армии и за них отвечавший».
26 января 1919 по поручению штаба повстанцев выехал в Харьков, где вёл переговоры с командованием Южного фронта красных о военном союзе, установил контакт с Секретариатом Конфедерации Анархистов Украины (КАУ) «Набат», договорившись о регулярной доставке в контролируемый махновцами район анархической литературы и агитаторов.
В феврале 1919 участвовал во 2-м Гуляй-Польском районном съезде, а 7 марта — в съезде Военно-революционного совета повстанцев. По решению съезда оставил должность начальника штаба, избран членом Военно-революционного совета. Требовал прекращения критики большевиков и сосредоточения всех усилий повстанцев и анархистов на фронте против А. И. Деникина.
С конца марта находился на фронте; 9 апреля 1919 назначен начальником штаба боевого участка махновской бригады в районе Волновахи. Фактически исполняя обязанности командира боевого участка (12 тыс. штыков, 600 сабель, 4 орудия, бронепоезд), руководил разгромом казачьего корпуса А. Г. Шкуро у ст. Розовка 15-16 апреля 1919 и наступлением махновцев на Волноваху.
12 мая участвовал в войсковом съезде в Мариуполе, созванном Военно-революционным советом повстанцев для определения отношения к мятежу Н. А. Григорьева. Как и большинство участников съезда, считая Григорьева явным контрреволюционером и союзником Деникина, высказался за вооружённую борьбу против григорьевцев и за сохранение союза с большевиками. Съезд преобразовал бригаду Н. А. Махно в дивизию, боеучастки — в бригады. Белаш утверждён командиром 2-й бригады (бывший Волновахский участок). Отношение Белаша к советской власти проявилось весной 1919 года в отказе противодействовать работе большевистских политкомиссаров среди махновских частей, в предложении использовать систему государственных военкоматов для ускорения мобилизации в повстанческие войска. Когда в начале июня большевики разорвали военный союз с махновцами, ради восстановления единого революционного фронта Белаш настаивал на отстранении Махно от командования и примирении с советской властью любой ценой.
Совещания комсостава 6 и 8 июня поддержали требования Белаша, выбрали его начальником полевого штаба повстанческой дивизии и поручили подготовить передачу войск красному командованию. Фактически с 10 июня Белаш руководил боевыми действиями махновцев, пытаясь остановить наступление белых и отбить Гуляйполе и другие населённые пункты. 15 июня новое совещание боевых командиров под председательством Белаша отказалось от предложения Махно выступить вооружённой силой против большевиков и Красной Армии и выбрало Белаша командиром повстанческой дивизии. Несмотря на все попытки Белаша добиться примирения с властью и его заявления о подчинении красному командованию, репрессии против махновцев продолжались.
24 июня в связи с угрозой ареста Белаш перешёл на нелегальное положение. В качестве рядового артиллерийской батареи красноармейской группы Кочергина летом 1919 участвовал в боях с белыми, отступая до Нового Буга.
19-20 августа в группе красных войск произошло восстание, подготовленное анархистами-махновцами, в том числе Белашом (после чего он настоял на освобождении арестованных красных командиров и комиссаров). На совещании повстанцев Белаш избран начальником штаба и секретарём группы КАУ «Набат» южного боевого участка. 30 августа 1919 повстанцы соединились с основными силами махновцев.
1 сентября Белаш участвовал в общеармейском съезде махновцев, где избран начальником штаба Революционной Повстанческой Армии Украины (РПАУ) и членом Военно-революционного совета. Съезд принял разработанную им оргструктуру повстанческой армии. Был одним из руководителей РПАУ во время боёв под Уманью в сентябре 1919 года, приведших к полному уничтожению нескольких офицерских и казачьих полков белых. После Умани РПАУ начала стремительное наступление на Екатеринослав. По инициативе Белаша из состава армии выделено несколько отрядов, направленных для партизанских действий и организации восстаний в Херсонскую, Киевскую, Полтавскую и Черниговскую губернии.
После захвата Александровска 5 октября Белаш вместе со штабом остался в городе, участвуя в общем руководстве армией. Был делегатом 4-го районного съезда (Александровск, 28 октября — 4 ноября 1919), разрабатывавшего основы социально-экономической жизни в освобожденных махновцами районах. Продолжал настаивать на необходимости союза с другими революционными партиями, в том числе КП(б)У (выступил против немедленного расстрела М. Л. Полонского — организатора большевистского заговора в РПАУ) и украинскими левыми социалистами-революционерами, которым по его приказу выдавалось оружие для создания их партийных повстанческих групп. Также выступал против безмотивного анархического террора в отношении крупной буржуазии.
Осенью-зимой 1919 занимался организацией стационарных и полевых лазаретов, командных курсов, формированием новых частей, участвовал в боях (в том числе в захватах Екатеринослава 11 ноября и 24-26 декабря 1919 года, командуя кавалерийской группой 1-го Донского корпуса повстанцев). С приближением к махновскому региону Красной Армии он вновь предложил добиваться заключения военно-политического соглашения с большевиками при условии признании ими независимости Екатеринославской и Таврической губерний. Как и другие лидеры махновцев, с возобновлением репрессий со стороны красных 11 января 1920 года перешёл на нелегальное положение, в конце января оставил армию и уехал в Новоспасовку. Вместе с большинством Новоспасовской группы выступил против вооружённой борьбы с советской властью. Тем не менее, 8 мая Новоспасовская группа присоединилась к РПАУ, Белаш был избран начальником штаба армии, с 29 мая одновременно занимал должности члена Совета революционных повстанцев (СРП), заместителя председателя СРП и начальника его оперативного отдела.
В июне — августе 1920 — член редакции газеты «Повстанец». Участвовал в рейдах РПАУ, в качестве начальника штаба разрабатывал планы и издавал приказы о движении частей, несколько раз был ранен в боях. 9 июля собрание комсостава по докладу Белаша приняло решение о создании Комиссии по расследованию антимахновских дел (с функциями борьбы против советской, белой и петлюровской агентуры в махновских районах и войсках), но отклонило его предложение обратиться к правительству УССР для заключения военного союза против П. Н. Врангеля.
После того, как 29 августа Махно был тяжело ранен и временно отошёл от непосредственного командования РПАУ, влияние Белаша усилилось, он всё настойчивее требовал непосредственно включиться в борьбу с Врангелем и активизировать анархо-коммунистическую пропаганду среди крестьянства. 27-29 сентября Белаш, вопреки мнению некоторых других лидеров движения, добился решения большинства СРП и штаба армии о прекращении боевых действий против большевиков и о заключении с ними союза. С начала октября организовал массовую отправку агентов СРП в тыл Русской армии Врангеля для подготовки восстания, которое произошло в конце октября 1920 и охватило несколько частей белых. Участвовал в рейде РПАУ в тыл Врангеля.
С 26 октября штаб и Белаш находились в Гуляй-Поле. Один из авторов директив СРП для уполномоченных по организации махновских отрядов, предписывавших строгую добровольность в формировании повстанческих частей, отказ в приёме в махновские части красноармейцам-перебежчикам, недопущение конфликтов с органами советской власти. Ради сохранения независимости Гуляй-Польского района и строительства здесь анархического общества Белаш согласился на вооружённую защиту от посягательств советской власти. Предвидя неизбежность разрыва союза с большевиками после разгрома Врангеля, штаб старался стянуть махновские войска в район Гуляй-Поля, не допуская их распыления. С момента разрыва большевиками военно-политического соглашения и с возобновлением вооружённой борьбы между махновцами и красными (26 ноября) Белаш осуществлял оперативное руководство движением РПАУ во время рейдов декабря 1920 — марта 1921 по Таврии и Екатеринославщине.
15 марта 1921 года вместе с Махно подписал приказ о временном самороспуске Армии, после чего некоторое время скрывался в подполье.
В мае 1921 во главе отряда повстанцев вновь вёл партизанскую войну против советской власти. Лидер части махновцев, которые, в условиях разочарования и усталости крестьянства, к лету 1921 выступили за примирение с большевиками и уход в Турцию либо в Галицию для помощи местным революционным движениям. 17 июля с отрядом в 700 чел. Белаш отделился от основных сил Махно и в июле — августе безуспешно пытался пробиться на Кавказ.

### После гражданской войны
13 сентября 1921 года отряд Белаша самораспустился в Мариупольском уезде. Как лидер небольшой группы анархистов-махновцев, Белаш пытался соединиться с повстанцами Г. С. Маслакова на Северном Кавказе, но 23 сентября был арестован чекистами на Кубани (при аресте оказал вооружённое сопротивление, был тяжело ранен). Содержался в Харьковской тюрьме, ему грозил расстрел.
В 1924 году был осужден на 3 года и досрочно освобождён на поруки легальных анархистов. Жил в Харькове, работал инструктором по тарифным вопросам правления треста «Югосталь». В 1924—1930 участвовал в подпольной работе КАУ: вёл пропаганду среди рабочих Харькова, участвовал в организации стачек, осуществлял связи с группами КАУ в других городах Украины. За это в том же 1924 был арестован и сослан в Ташкент на 3 года, освобожден досрочно в конце 1925 и вернулся в Харьков.
В 1930 году арестован при подготовке нелегального съезда КАУ. Находясь в тюрьме, с ведома и по поручению ОГПУ написал воспоминания о махновском движении (несмотря на явно заказной характер, работа очень корректна и содержит много ценных материалов по истории повстанчества), дал обширные показания о подпольной работе и в 1932 был освобождён. В 1934 году переехал на жительство в Краснодар.
16 декабря 1937 года арестован НКВД в Харькове, расстрелян 24 января 1938 года.
Был посмертно реабилитирован в апреле 1976 года за «отсутствием состава преступления».
Его сын Александр, ветеран Великой Отечественной войны, смог получить рукопись отцовской работы с другими ранее неизвестными документами в 1993 году и впоследствии опубликовал книгу "Дороги Нестора Махно".

## Образ в кино
В сериале «Девять жизней Нестора Махно» образ штабиста Махно, Виктора Черныша, был вдохновлен Виктором Белашом. Играет Валерий Легин.

## Сочинения
- Махновщина // Летопись революции. 1928. №3.
- Дороги Нестора Махно. Киев, 1993. (воспоминания, обработанные сыном, А. Белашом).